# 44 Tauri
44 Tauri (41 Tau), indicata anche come IM Tauri nella nomenclatura delle stelle variabili  e p Tauri nella nomenclatura di Bayer, è una stella bianco-gialla di magnitudine 5,4 situata nella costellazione del Toro. La sua distanza dal sistema solare è stimata sui 211,5 anni luce.
La stella potrebbe aver già esaurito l'idrogeno nel nucleo o essere prossima a farlo, essendo stata classificata come F2IV-V. Inoltre, è una stella variabile del tipo δ Scuti.

## Osservazione
44 Tauri è situata nell'emisfero boreale celeste; grazie alla sua posizione non fortemente boreale, può essere osservata dalla gran parte delle regioni della Terra, sebbene gli osservatori dell'emisfero nord siano più avvantaggiati. Nei pressi del circolo polare artico appare circumpolare, mentre resta sempre invisibile solo in prossimità dell'Antartide. Il periodo migliore per la sua osservazione nel cielo serale ricade nei mesi compresi fra fine ottobre e aprile; da entrambi gli emisferi il periodo di visibilità rimane indicativamente lo stesso, grazie alla posizione della stella non lontana dall'equatore celeste.
44 Tauri ha magnitudine pari a 5,4, che la pone al limite della visibilità ad occhio nudo; pertanto per essere osservata senza l'ausilio di strumenti occorre un cielo limpido e possibilmente senza Luna. È una stella variabile, la cui luminosità varia tra le magnitudini 5,370 (max) e 5,580 (min) in 3,48 ore.
Nell'astronomia cinese, l'asterismo composto da χ Tauri, ψ Tauri, 44 Tauri e φ Tauri è denominato 礪石S, Lì DànP, lett. "cote" (nella casa della Chioma, corrispondente alle Pleiadi). Di conseguenza, la stella è indicata 礪石二S, Lì Dàn èrP, lett. "la seconda stella della Cote".

## Storia delle osservazioni
Essendo visibile ad occhio nudo, 44 Tauri è stata osservata sin dall'Antichità. Nell'ambito dell'astronomia occidentale, Tolomeo ne registrò la posizione nell'Almagesto nel 150 circa. Non è possibile sapere se la sua posizione fosse stata già registrata da Ipparco, vissuto nel II a.C., il catalogo del quale fu utilizzato da Tolomeo per redigere il proprio, o da altri vissuti tra i due, perché quelle opere sono andate in gran parte perdute.
Analogamente, è noto che anche i Cinesi registrarono la posizione della stella, cui attribuirono un nome come componente di un asterismo, la Cote, nella casa della Chioma. Il sistema tradizionale delle costellazioni cinesi giunse ad una stabilizzazione ed ultimazione durante la dinastia Han, tra il 206 a.C. e il 220 d.C., sebbene le testimonianze scritte giunte fino ai giorni nostri risalgano alla dinastia Tang (618-907).
Venendo all'età moderna, Tycho Brahe la inserì nel catalogo Astronomiae instauratae mechanica del 1598. In seguito, Johann Bayer, sviluppando il sistema di nomenclatura astronomica che porta il suo nome, le assegnò la denominazione p Tauri nel 1603. La stella fu quindi inclusa nel successivo catalogo redatto da John Flamsteed e pubblicato postumo nel 1725, che diede origine a numerosi altri cataloghi delle stelle più luminose, incluso quello in cui, nel 1783, Jérôme Lalande introdusse il sistema di nomenclatura che oggi porta il nome di Flamsteed e in accordo alla quale la stella è indicata 44 Tauri.

Posizione delle variabili nel diagramma Hertzsprung-Russell.

Nel 1965, 44 Tauri è stata identificata come una stella di classe F variabile, del tipo δ Scuti, e l'interesse scientifico nei suoi confronti è notevolmente aumentato. La peculiarità delle variabili δ Scuti era stata identificata nel 1957 da Olin J. Eggen, che le aveva individuate tra stelle di classe A in uno stadio evolutivo intermedio tra l'essere una stella nana e lo stadio di subgigante, stelle nelle quali la fase di fusione dell'idrogeno nel nucleo è prossima al termine o terminata, e nelle quali si attivano pulsazioni che determinano anche la variabilità multiperiodica nella luminosità. 44 Tauri è stata oggetto di ricerca in tutti gli studi successivi sulle variabili δ Scuti, risultando interessante per altro per il lento moto rotatorio. Particolarità - tra le δ Scuti - già nota nel 1966 e confermata da M. A. Smith nel 1982, che per 44 Tauri determinò il prodotto {\displaystyle v\cdot \sin i} in 5 km/s, dove {\displaystyle v} è la velocità di rotazione della stella e {\displaystyle \sin i} il seno dell'inclinazione del suo asse di rotazione rispetto alla nostra linea di vista. La misura di tale grandezza è stata ulteriormente migliorata in 2±1 km/s (al 2007). La lentezza della rotazione sarebbe indicativa, secondo Michel Breger, di uno stadio evolutivo avanzato della stella, caratteristica che 44 Tauri condividerebbe con 4 Canum Venaticorum. Una rotazione lenta consente inoltre di disaccoppiare le pulsazioni determinate dai fenomeni che si originano nel nucleo stellare dal moto rotatorio della stella; tra le variabili δ Scuti, 44 Tauri è così risultata, e risulta, un'ottima candidata per studi di astrosismologia.

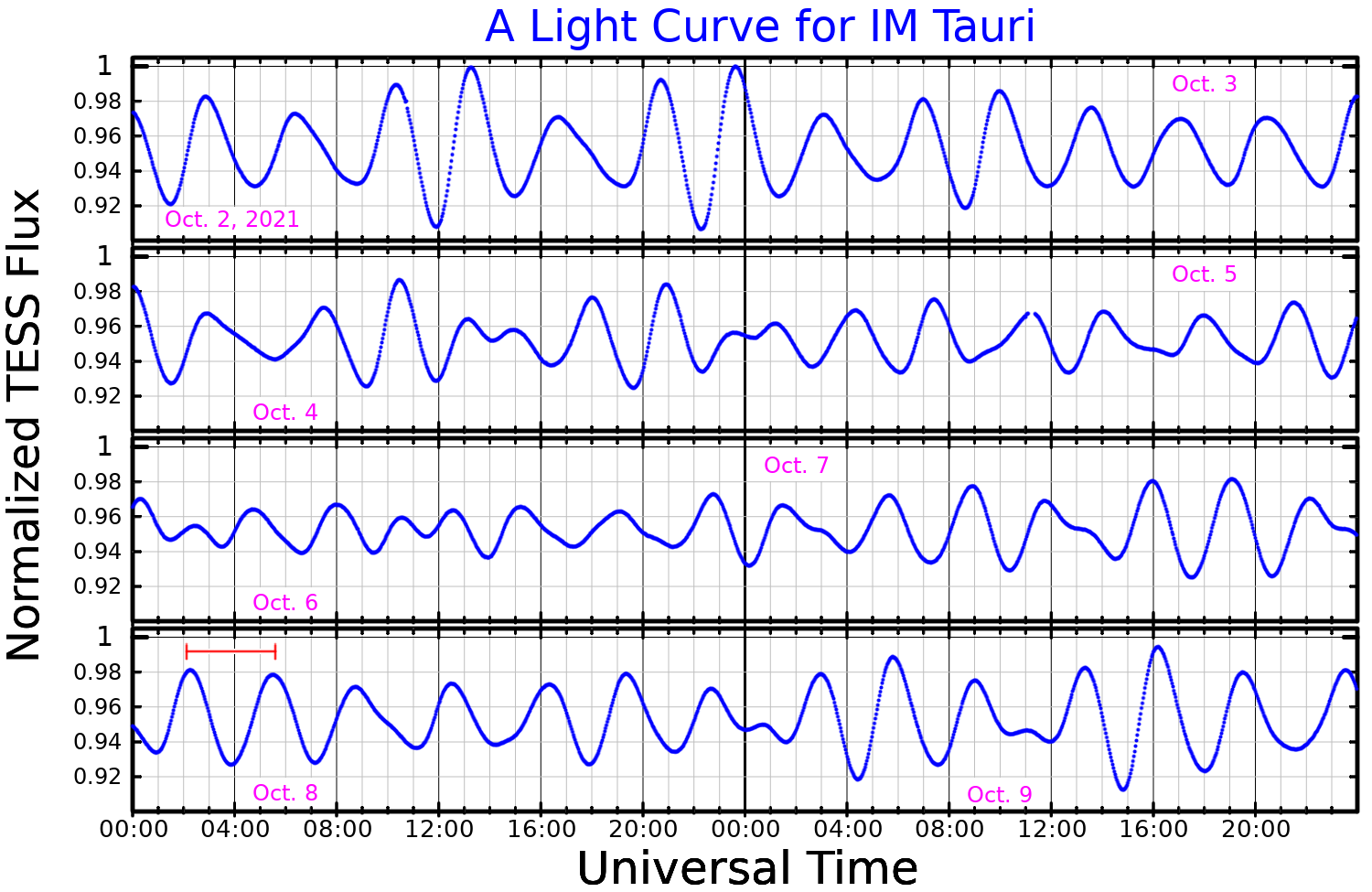
Curva di luce normalizzata, acquisita mediante TESS. Il periodo di 3,48 ore è indicato in rosso.

Basati principalmente su osservazioni fotometriche, la maggior parte degli studi si è concentrata nel determinare le periodicità (o, equivalentemente, le frequenze) caratteristiche della curva di luce di 44 Tauri, e nell'associarle alle armoniche sferiche teoriche per una stella. Si è così osservato che le variazioni nell'ampiezza della luminosità di 44 Tauri non sono associate ad un'unica frequenza (e quindi determinate da un unico modo di pulsare), ma multi-periodiche, ovvero frutto della combinazione di più modi. Se nel 1979 Peter Wizinowich e John R. Percy dell'Università di Toronto confermarono l'identificazione delle prime due frequenze, nel 1992 Ennio Poretti e altri ricercatori dell'osservatorio astronomico di Brera e dell'Università di Padova portarono tale numero a sette e valutarono che l'asse di rotazione della stella fosse inclinato di 11°. Le prime osservazioni spettroscopiche di 44 Tauri furono eseguite dal già citato M. A. Smith nel 1982, per essere poi ripetute da E. Solano e J. Fernley nel 1997, dai ricercatori del Delta Scuti Network dal 2000 e da W. Zima e colleghi nel 2007, che identificarono 12 frequenze delle pulsazioni della stella.
44 Tauri è stata poi oggetto di prolungate osservazioni per mezzo dei telescopi spaziali Microvariability and Oscillations of STars (MOST, lanciato nel 2003), CoRoT (2007-2013) e Transiting Exoplanet Survey Satellite (TESS, lanciato nel 2018), sviluppati sia per la ricerca sui pianeti extrasolari, ma pure per studi di astrosismologia. Tra i risultati ottenuti da questi telescopi vi è la conferma della considerazione che la maggior parte delle stelle subgiganti tra le classi A ed F, se osservate con adeguata risoluzione, mostrano la variabilità caratteristica delle δ Scuti, che quindi non rappresenterebbero un'eccezionalità tra di esse, salvo per il fatto di essere sufficientemente luminose da averne potuto individuare la variabilità con osservazioni fotometriche da terra.

## Caratteristiche fisiche
44 Tauri è una stella bianco-gialla, ovvero appartenente alla classe F, in uno stato intermedio tra l'essere una stella nana e lo stadio di subgigante, essendo stata classificata come F2IV-V. Ciò significa che potrebbe aver già esaurito l'idrogeno nel nucleo o essere prossima a farlo. 44 Tauri ha una massa stimata in 1,82 M⊙ da Antoci e colleghi e in 1,89 M⊙ da Civelek e colleghi. Anche per le sue dimensioni sono disponibili due stime, entrambe superiori a tre volte quelle solari; Antoci e colleghi hanno stimato il suo raggio in 3,23±0,13 R⊙, mentre nel lavoro di Civelek vengono indicati valore di 3,30-3,34 R⊙. 44 Tauri brilla con una luminosità superiore a 21 o 23,7 volte la luminosità solare. La temperatura efficace della stella è stata determinata in 6900±100 K.
Come detto, le pulsazioni di 44 Tauri sono state analizzate in diversi studi di astrosismologia, che hanno evidenziato come queste siano determinate da una combinazione delle armoniche sferiche che si sviluppano nella zona convettiva e di onde di gravità che si originano nel nucleo. La combinazione di armoniche radiali con armoniche asimmetriche potrebbe suggerire che la stella sia nella fase di contrazione al termine della sequenza principale.
Con una parallasse determinata mediante Gaia in 15,4199 ± 0,0863 mas, la distanza dal sistema solare può essere calcolata in 64,85 parsec (211,5 al). Avendo una velocità radiale positiva, la stella si sta ulteriormente allontanando dal sistema solare.